# Proliferace jabloně

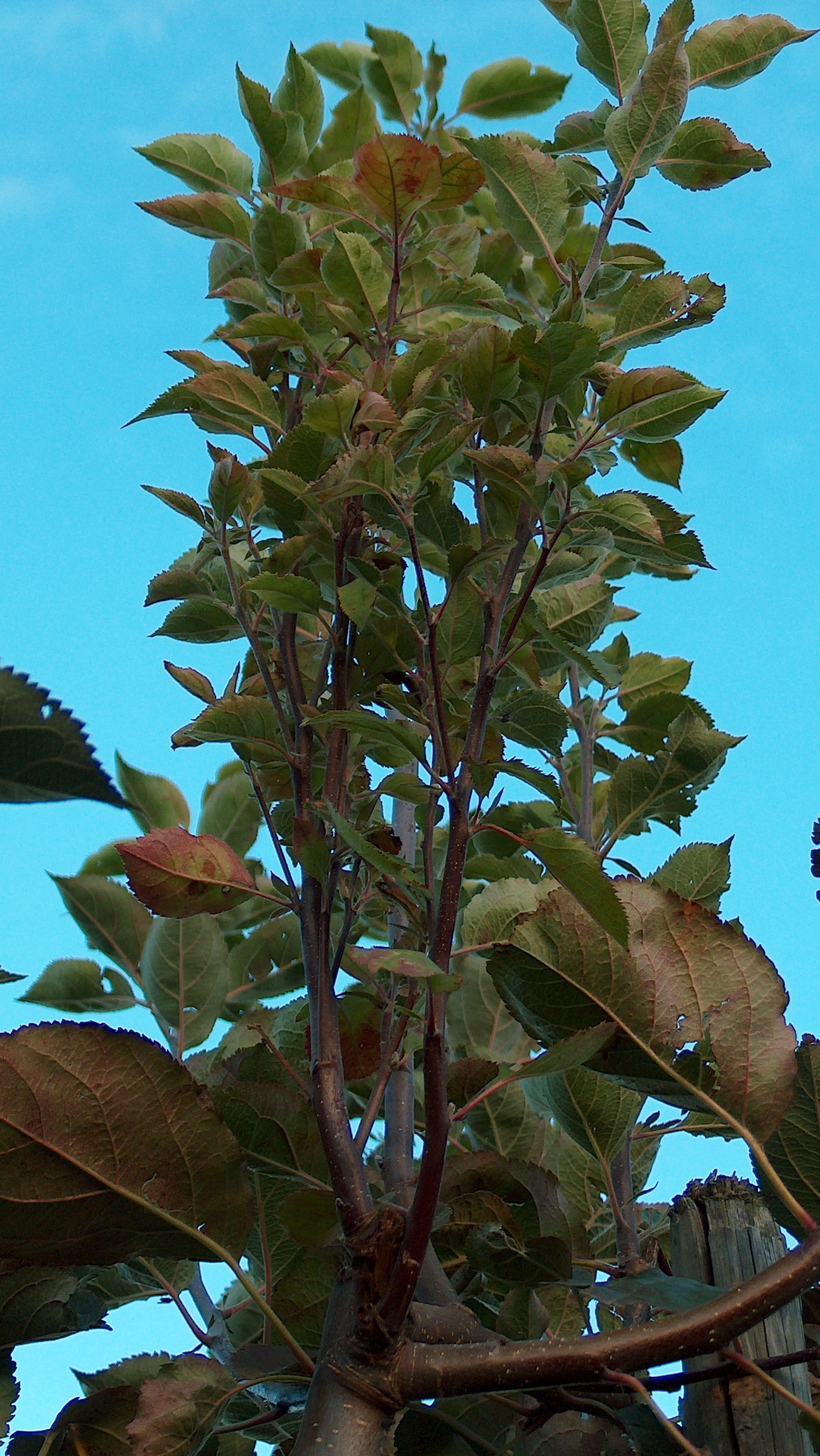
Symptomem proliferace jabloně je zmnožení výhonů, metlovitost.

Proliferace jabloně je bakteriální choroba, způsobená fytoplazmou Candidatus Phytoplasma mali. Proliferace jabloně je významnou chorobou jabloní, známou již od počátku 20. století, která se vyskytuje ve většině oblastí pěstování jabloní v Evropě a v mnoha evropských zemích působí značné ekonomické škody. Původně byla považována za fyziologické onemocnění. Její infekční původ byl zjištěn až v 50. letech v Itálii. Zprvu byla považována za virózu. Později byla nalezena tělíska podobná mykoplazmám (tzv. MLO organizmy) a dle nejnovějšího názvosloví je proliferace jabloní zařazena mezi fytoplazmy. Je geneticky příbuzná s odumíráním hrušní (pear decline) a evropskou žloutenkou peckovin (ESFY).
Candidatus Phytoplasma prunorum (fytoplazma evropské žloutenky peckovin, ESFY) a Candidatus Phytoplasma mali (fytoplazma proliferace jabloně, AP) patří v podmínkách České republiky k hospodářsky nejvýznamnějším druhům fytoplazmy. 

## EPPO kód
PHYPMA

## Synonymum

### Synonymum choroby
- metlovitost

### Synonymum patogena
- Phytoplasma

## Taxonomie
Fytoplazmy jsou řazeny do třídy Mollicutes a rodu „Candidatus Phytoplasma“.

## Výskyt
Proliferace jabloně je rozšířena ve většině evropských zemí. , k významnému šíření docházelo zejména v 70. letech výsadbovým materiálem. Zavedením kontroly a důsledných selekcí postupně došlo ke snížení výskytu. Od 90. let dochází v mnoha zemích k opětovnému šíření choroby. Např. průzkumy v Německu prokázaly, že jsou infikovány téměř všechny stromy starší 8 let. Velmi vysoké je i zamoření intenzivních výsadeb. 

### Výskyt na území ČR
Na území České republiky pochází první údaje o výskytu této choroby z 60. let. Na území ČR je v posledních letech rovněž pozorován zvýšený výskyt.

## Hostitel
Hlavními, ačkoliv ne jedinými, hostiteli patogena jsou druhy rodu jabloň (Malus Mill.). Jabloň domácí (Malus×domestica) patří mezi silně vnímavé druhy, přičemž řada dalších druhů jabloní je ještě citlivějších. Jedinou doposud zjištěnou výjimkou je poměrně odolný japonský druh jabloň Sieboldova (Malus sieboldii).
Ojediněle jsou nacházeny také alternativní hostitelské druhy, jako např. některé peckoviny (třešeň, meruňka, švestka) a další ovocné a lesní dřeviny (hrušeň, hloh) i zástupci bylinných druhů (lilie, jiřina, šalvěj, jetel, svlačec a jiné plevele). S výjimkou hlohu však není jisté, zda v epidemiologii choroby mají nějakou úlohu. 
Nejnáchylnější odrůdy jsou: Golden Delicious, Coxova oranžová reneta, Jonatán, Starkrimson Delicious, a z vegetativních podnoží M IV.

## Biologie
Fytoplazmy se v rostlinách nacházejí pouze v cévních svazcích (v sítkovicích lýka) a zvláště v dřevinách jsou v různých částech rostliny rozšířeny velmi nerovnoměrně. Koncentrace fytoplazem v nadzemní i podzemní části jabloně v průběhu roku kolísá. Fytoplazmy se lépe množí při nižších teplotách, a proto vysoké letní teploty jejich koncentraci v pletivech nadzemních částí snižují.

## Příznaky
- listy jsou menší a palisty zvětšené
- nápadně dlouhé stopky květů i plodů
- prorůstání oček a výhonů (metlovitost)
- napadení padlím jabloně (Podosphaera leucotricha)

Projevy příznaků a jejich intenzita nejsou stejné ani u matečné rostliny a rostlin z ní vypěstovaných. Nebezpečná je i další vlastnost této choroby – přecházení do latentního stavu a někdy i několikaleté období latence. Příznaky proliferace se objevují většinou jen u intenzivně rostoucích rostlin, především mladých rostlin krátce po napadení, u starších, déle napadených rostlin se objevují méně nebo nejsou vůbec.
V mnoha zemích bylo zjištěno, že experimentálně infikované plodné stromy nebyly vizuálně postiženy po dobu 5 a více roků po infekci. Jsou popisovány případy, kdy se symptomy objeví pouze v tzv. šokovém stadiu a ne u všech infikovaných stromů. Někdy symptomy po 3 – 6 letech trvání zmizí a později se znovu objeví. Příznaky se mohou projevit po provedení hlubšího řezu. 
Typickými příznaky napadení jabloní fytoplazmou proliferace jabloně je proliferace oček, prorůstání oček a výhonů (metlovitost) a zvětšení palistů. Zvětšení palistů však nemusí být na všech odrůdách stejně zřetelné. Nové metlovité výhony začínají prorůstat obvykle v druhé polovině vegetace.Metlovitost na starších stromech může být indukována také silným zpětným řezem, po kterém znovu následuje intenzivní růst výhonů. 
Listy jsou obvykle menší a palisty jsou typicky zvětšené. Kvetení je opožděné. Infikované zaschlé květy neopadávají. Stopky květů i plodů jsou nápadně dlouhé. Výrazně je snížená velikost a kvalita (chuť, vybarvení) plodů, snížená vitalita a růst, předčasné olistění, pozdní a opakované kvetení, chloróza a červenání listů, které jsou menší s kratší stopkou. Konce výhonů mohou být růžicovité, také se mohou objevit nekrózy na kůře. Průvodním znakem napadení proliferací je zvýšená citlivost k napadení padlím jabloně (Podosphaera leucotricha). 

## Možnost záměny
Jabloň mohou napadat jiné fytoplazmy s projevem příznaků podobným proliferaci jabloně. Především ze skupin žloutenky aster a stolburu, a to i Po silném řezu často následuje u vzrůstných odrůd jabloně jako reakce silné obrůstání. Pokud je takové zmlazení například provedeno v nevhodnou dobů může poněkud připomínat některé symptomy napadení proliferací jabloně (metlovitost).
Chlorózy a barevné změny mohou být způsobené nedostatečnou výživou, zejména jsou-li na stromě pouze tyto příznaky. Růžicovitost výhonů způsobuje nejčastěji nedostatek zinku. Příznaky podobné nedostatku vody a živin způsobují také tracheomykózy.

## Přenos
Fytoplazmy nejsou přenosné mechanicky ani semeny či pylem. Přenos patogena provádějí hmyzí přenašeči (mery, křísi) a člověk prostřednictvím vegetativně množeného rostlinného materiálu. Infekčním se hmyz stává až po uplynutí určité inkubační doby od styku s infikovanou rostlinou, přenašeč zůstává infekční po celý život.

### Známé hmyzí vektory
Fytoplazmu proliferace jabloně v našich podmínkách přenáší mera Cacopsylla picta a mera černožilná (Cacopsylla melanoneura), v jiných částech Evropy také křísek trnkový (Fieberiella florii).
Mezi jednotlivými druhy přenašečů jsou velké rozdíly jak v schopnosti přenosu fytoplazem, tak i v intenzitě jejich výskytu. Obecně se dá říct, že největší schopnost přenosu má mera Cacopsylla picta, výrazně menší mera černožilná a nejmenší křísek trnkový. Mera černožilná je nejhojnější merou na našem území, hlavní hostitelskou rostlinou je hloh, ale její vývoj může proběhnout i na hrušních, jabloních a mišpulích. Hostitelskými rostlinami mery Cacopsylla picta, na kterých probíhá její vývoj, jsou jabloně. Křísek trnkový je polyfágní druh, tedy potenciálně schopný přenášet proliferaci i na další hostitelské rostliny. Tyto vektory migrují desítky a více kilometrů a zimují na jehličnanech ve vyšších polohách (v ČR přednostně na smrku). 

## Význam
Zcela nesporná je vysoká hospodářská škodlivost, zvláště v době, kdy dochází k šokovému projevu příznaků a znehodnocení úrody. Sklizeň je malá, ztráty na úrodě mohou být v rozsahu 10 - 78 % oproti sklizni ze zdravých stromů. Napadené plody jsou často nevybarvené. Slupka plodů je silnější a drsnější a chuť je horší, plody obsahují méně aromatických látek, cukru i kyselin.

## Ochrana rostlin
Všechna ochranná opatření jsou pouze nepřímá a zahrnují především důslednou fytosanitární kontrolu množitelských porostů a testování a ozdravování výchozích šlechtitelských a množitelských materiálů. Množitelské výsadby je nutno zakládat v oblastech bez výskytu fytoplazem. 
Důsledná likvidace napadených rostlin a to jak ve vlastních výsadbách, tak i v jejich okolí, zpomaluje šíření infekce. Možná je také preventivní insekticidní ochrana v době náletu mer.

### Rezistentní odrůdy
Předmětem výzkumu je ochrana prostřednictvím rezistentních podnoží. Probíhá šlechtění podnoží Malus sieboldii.

### Signalizace
Při migraci potenciálních přenašečů fytoplazmy na jaře, je monitorován výskyt druhu C. pruni ve výsadbách meruněk a druhů C. picta a C. melanoneura ve výsadbách jabloní. Při orientačním hodnocení počátku náletu mer je vhodné zjistit i výskyt mer na trnkách a hlozích, kam mery migrují nejdříve. 
Sledování náletu jedinců přezimující generace se provádí pomocí žlutých lepových desek, které jsou vyvěšovány do koruny stromů, pokud možno ve výšce 1,5 až 2 m nad zemí. Celkem 5 lepových desek má být umístěno na návětrnou stranu výsadby, a to tak, že první z nich je zavěšena na
okraj výsadby a další ve vzdálenosti asi 20 m diagonálně směrem do středu výsadby. Lepové desky mají být umístěny v týdenních intervalech od poloviny února do doby vrcholení náletu. Insekticidy proti merám se doporučuje aplikovat při současném splnění následujících podmínek:
- při záchytu průměrného počtu 10 a více dospělců daného druhu mery na jednu desku za týden
- při zjištění alespoň jednoho dospělce infikovaného fytoplazmou z 20 testovaných jedinců.[2]

## Fytosanitární opatření
Fytoplazma proliferace jabloně je podle zákona regulovaným škodlivým organismem.